# Тазонис (Каљари)
Тазонис је насеље у Италији у округу Каљари, региону Сардинија.
Према процени из 2011. у насељу је живело 220 становника. Насеље се налази на надморској висини од 137 м.